# Feride Hanimsultan
Feride Hanımsultan (turco ottomano: فریدہ خانم سلطان, "unica"; Istanbul, 30 maggio 1847 – Istanbul, dicembre 1920) è stata una principessa ottomana, figlia di Atiye Sultan e suo marito Ahmed Fethi Paşah, e nipote del sultano Mahmud II.

## Biografia
Feride Hanımsultan nacque a Istanbul, nel Palazzo di Kuruçeşme, il 30 maggio 1847. Sua madre era Atiye Sultan, figlia del sultano ottomano Mahmud II e della consorte Pervizfelek Kadın, e suo padre Ahmed Fethi Paşah, figlio di Rodoslu Hafız Ahmed Agha e Saliha Hanim. Aveva una sorella maggiore, Seniye Hanımsultan, oltre a due fratellastri e tre sorellastre, figli del primo matrimonio del padre: Mehmed Besim Bey, Mahmud Celaleddin Pasha (che sposò Cemile Sultan, figlia del sultano Abdülmecid I), Ferdane Hanım, Saliha Yeğane Hanım ed Emine Güzide Hanım. 
Nel 1850 sua madre morì e lei e sua sorella ereditarono dapprima il palazzo di Emirgan, mentre quello di Arnavutköy venne destinato agli ospiti stranieri, e in seguito cedettero il palazzo a Emirgan al governatore d'Egitto in cambio di quello ad Arnavutköy e della Villa Rıza Pascià.
Nel 1868 sposò Mahmud Nedim Pasha, da cui ebbe un figlio morto piccolo. Rimase vedova nel 1904.
Nel 1912 si unì all' "Hilal-i Ahmer Center for Women", una sottosezione dell' "Ottoman Hilal-i Ahmer Association", fondata per fornire assistenza medica alle comunità di Istanbul e della provincia. Seniye finanziava l'associazione con 1.500 kuruş annuali.
Feride morì nel dicembre 1920 e fu sepolta nel cimitero Yahya Efendi, Istanbul.

## Discendenza
Dal suo matrimonio, Feride Hanimsultan ebbe un figlio:
- Mehmed Saib Bey (1869 - 26 novembre 1871).

## Onorificenze
- Ordine della Casa di Osman[16]